# Amuracarus voskresenskii
Amuracarus voskresenskii är en kvalsterart som beskrevs av Lange 1975. Amuracarus voskresenskii ingår i släktet Amuracarus och familjen Acaronychidae. Inga underarter finns listade i Catalogue of Life.